# Canton de l'Étang-Salé
Le canton de l'Étang-Salé est une circonscription électorale française de l'île de La Réunion, département et région d'outre-mer français de l'océan Indien.

## Histoire
Le canton a été créé par la loi no 49-1102 du 2 août 1949.
Un nouveau découpage territorial de La Réunion entre en vigueur à l'occasion des premières élections départementales suivant le décret du 24 février 2014. Les conseillers départementaux sont, à compter de ces élections, élus au scrutin majoritaire binominal mixte. Les électeurs de chaque canton élisent au Conseil départemental, nouvelle appellation du Conseil général, deux membres de sexe différent, qui se présentent en binôme de candidats. Les conseillers départementaux sont élus pour 6 ans au scrutin binominal majoritaire à deux tours, l'accès au second tour nécessitant 12,5 % des inscrits au 1er tour. En outre la totalité des conseillers départementaux est renouvelée. Ce nouveau mode de scrutin nécessite un redécoupage des cantons dont le nombre est divisé par deux avec arrondi à l'unité impaire supérieure si ce nombre n'est pas entier impair, assorti de conditions de seuils minimaux. À La Réunion, le nombre de cantons passe ainsi de 49 à 25.
Le canton de l'Étang-Salé est étendu à la commune des Avirons et à une fraction de celle de Saint-Leu. Avec ce redécoupage, le territoire du canton s'affranchit des limites d'arrondissements, avec 2 communes incluses dans l'arrondissement de Saint-Pierre et 1 fraction dans l'arrondissement de Saint-Paul. Le bureau centralisateur est situé à L'Étang-Salé.

## Représentation

### Représentation avant 2015
| Période                                  | Période | Identité              | Étiquette    | Qualité                                               |
| ---------------------------------------- | ------- | --------------------- | ------------ | ----------------------------------------------------- |
| 1955                                     | 1973    | Maximin Roger Payet   | UNR puis DVD | Maire de L'Étang-Salé (1961-1971)                     |
| 1973                                     | 1979    | Paul Dominique Payet  | UDR puis RPR | Maire de L'Étang-Salé (1971-1977)                     |
| 1979                                     | 1997    | José Pinna            | UDF puis RPR | Médecin généraliste Maire de L'Étang-Salé (1977-1997) |
| 1997                                     | 2015    | Jean-Claude Lacouture | RPR puis UMP | Enseignant Maire de L'Étang-Salé (depuis 1997)        |
| Les données manquantes sont à compléter. |         |                       |              |                                                       |

### Représentation depuis 2015
| Période élective | Période élective | Mandat | Mandat   | Identité              | Nuance | Nuance | Qualité |
| ---------------- | ---------------- | ------ | -------- | --------------------- | ------ | ------ | --- |
| 2015             | 2021             | 2015   | 2021     | Annie Hoarau          |        | DVD    | Conseillère municipale des Avirons (jusqu'en 2020)                                                                                     |
| 2015             | 2021             | 2015   | 2021     | Jean-Claude Lacouture |        | LR     | Maire de L'Étang-Salé (depuis 1997) |
| 2021             | 2028             | 2021   | en cours | Éric Ferrère          |        | DVC    | Cadre de la fonction publique Maire des Avirons, membre du parti "La Voix des citoyens", 11ème Vice-Président du conseil départemental |
| 2021             | 2028             | 2021   | en cours | Louise Simbaye        |        | DVC    | Secrétaire bénévole d'une association Conseillère municipale (opposition) de L'Étang-Salé depuis 2020                                  |

### Résultats détaillés

#### Élections de mars 2015
À l'issue du 1er tour des élections départementales de 2015, deux binômes sont en ballottage : Annie Hoarau et Jean-Claude Lacouture (DVD, 53,21 %) et Roseline Lucas et David Sita (MoDem, 43,08 %). Le taux de participation est de 51,95 % (11 627 votants sur 22 381 inscrits) contre 43,81 % au niveau départemental et 50,17 % au niveau national.
Au second tour, Annie Hoarau et Jean-Claude Lacouture (DVD) sont élus avec 54,88 % des suffrages exprimés et un taux de participation de 61,53 % (6 937 voix pour 13 770 votants pour 22 379 inscrits).

#### Élections de juin 2021
Le premier tour des élections départementales de 2021 est marqué par un très faible taux de participation (33,26 % au niveau national). Dans le canton de l'Étang-Salé, ce taux de participation est de 47,98 % (11 940 votants sur 24 886 inscrits) contre 36,5 % au niveau départemental. À l'issue de ce premier tour,  le binôme constitué de Éric Ferrere et Louise Simbaye (DVC) est élu avec 60,33 % des suffrages exprimés.
Le second tour des élections est marqué une nouvelle fois par une abstention massive équivalente au premier tour. Les taux de participation sont de 34,36 % au niveau national, 45,5 % dans le département et 47,98 % dans le canton de l'Étang-Salé. Éric Ferrère et Louise Simbaye (DVC) sont élus avec 60,33 % des suffrages exprimés (6 492 voix pour 11 940 votants et 24 886 inscrits),,.

## Composition

### Composition avant 2015
Le canton de l'Étang-Salé correspondait exactement à la commune de L'Étang-Salé.

### Composition depuis 2015
| Nom                                  | Code Insee | Intercommunalité                                   | Superficie (km2) | Population (dernière pop. légale)               | Densité (hab./km2) | Modifier                                    |
| ------------------------------------ | ---------- | -------------------------------------------------- | ---------------- | ----------------------------------------------- | ------------------ | ------------------------------------------- |
| L'Étang-Salé (bureau centralisateur) | 97404      | CA Communauté intercommunale des Villes solidaires | 38,65            | 14 329 (2022)                                   | 371                | modifier les données · modifier les données |
| Les Avirons                          | 97401      | CA Communauté intercommunale des Villes solidaires | 26,27            | 11 445 (2022)                                   | 436                | modifier les données · modifier les données |
| Saint-Leu                            | 97413      | CA Territoire de la Côte Ouest                     | 118,37           | Fraction : 4 967 (2022) Commune : 35 597 (2022) | 301                | modifier les données · modifier les données |
| Canton de l'Étang-Salé               | 97401      |                                                    |                  | 30 741 (2022)                                   |                    | modifier les données                        |

Le nouveau canton de l'Étang-Salé comprend :
1. deux communes entières,
2. la partie de Saint-Leu située au sud d'une ligne définie par l'axe des voies et limites suivantes : depuis le littoral, segment de 648 mètres reliant les deux points de longitude et latitude respectives 322873,67/7651597,49 et 323384,45/7651996,04, chemin Saint-Paul (direction Nord-Est), segment de 612 mètres reliant les deux points de longitude et latitude respectives 323476,73/7652052,54 et 323994,70/7652378,40, chemin Pierre-Deguigne (direction générale Sud-Est), ligne de 538 mètres reliant les cinq points de longitude et latitude respectives 324671,50/7652244,90, 324674,79/7652236,64, 324857,52/7652333,64, 325045,84/7652489,12 et 324997,77/7652550,30, chemin Alex-Domen (direction Nord-Est), ligne de 125 mètres reliant les quatre points de longitude et latitude respectives 325031,13/7652576,38, 325016,63/7652615,52, 325034,01/7652631,33 et 324999,86/7652680,92, allée des Letchis (direction Sud-Ouest puis Nord-Ouest), rue de l'Eglise (direction Nord-Est puis Nord), segment de 50 mètres reliant les deux points de longitude et latitude respectives 324933,10/7652805,58 et 324913,71/7652851,94, cours d'eau Ravine-de-la-Veuve (direction Ouest), segment de 70 mètres reliant les deux points de longitude et latitude respectives 324838,58/7652852,63 et 324805,30/7652914,30, chemin Augustin-Gruchet (direction Nord-Ouest puis Nord-Est), ligne de 2 061 mètres reliant les trois points de longitude et latitude respectives 324851,81/7653008,20, 326436,67/7654246,86 et 326464,39/7654206,19, chemin Pierre-Roger (direction Sud), segment de 567 mètres reliant les deux points de longitude et latitude respectives 326479,81/7654170,76 et 326839,42/7653732,98, cours d'eau Ravine-des-Sables (direction Sud), segment de 236 mètres reliant les deux points de longitude et latitude respectives 326716,30/7653447,49 et 326860,61/7653260,31, cours d'eau Ravine-Jacques-Lebon (direction Nord-Est), segment de 62 mètres reliant les deux points de longitude et latitude respectives 326912,08/7653314,29 et 326969,36/7653291,06, chemin Carlonette (direction Sud-Ouest), ligne de 1 374 mètres reliant les huit points de longitude et latitude respectives 326955,23/7653229,53, 326963,69/7653265,49, 326997,66/7653241,16, 327202,24/7653418,91, 327231,97/7653386,09, 327116,44/7653087,14, 327239,85/7653025,44, et 327440,67/7653507,00, jusqu'à la limite territoriale de la commune des Avirons.

## Démographie
En 2022, le canton comptait 30 741 habitants, en évolution de +2,53 % par rapport à 2016 (La Réunion : +3,33 %, France hors Mayotte : +2,11 %).
| 2013   | 2018   | 2022   |
| ------ | ------ | ------ |
| 28 866 | 29 993 | 30 741 |